# Torna a 2015. évi nyári universiadén
A 2015. évi nyári universiadén a tornában összesen 22 versenyszámot rendeztek. A torna versenyszámait június 4. és 16. között tartották.

## Éremtáblázat
| #        | Ország                    | Arany | Ezüst | Bronz | Összesen |
| 1.       | Oroszország               | 6     | 3     | 4     | 13       |
| 2.       | Ukrajna                   | 4     | 7     | 4     | 15       |
| 3.       | Japán                     | 3     | 8     | 4     | 15       |
| 4.       | Dél-Korea                 | 3     | 2     | 2     | 7        |
| 5.       | Fehéroroszország          | 1     | 1     | 2     | 4        |
| 6.       | Nagy-Britannia            | 1     | 1     | 1     | 3        |
| 7.       | Amerikai Egyesült Államok | 1     | 0     | 2     | 3        |
| 8.       | Örményország              | 1     | 0     | 0     | 1        |
|          | Kína                      | 1     | 0     | 0     | 1        |
|          | Németország               | 1     | 0     | 0     | 1        |
|          |                           |       |       |       |          |
| 11.      | Finnország                | 0     | 0     | 2     | 2        |
| 12.      | Portugália                | 0     | 0     | 1     | 1        |
|          | Svájc                     | 0     | 0     | 1     | 1        |
| Összesen | Összesen                  | 22    | 22    | 23    | 67       |

## Szertorna

### Férfi
| versenyszám      | arany                                                                             | ezüst                                                                    | bronz                                                                                  |
| Gyűrű            | Artur Tovmasyan (Örményország)                                                    | Igor Radivilov (Ukrajna)                                                 | Oleg Verniaiev (Ukrajna)                                                               |
| Korlát           | Oleg Verniaiev (Ukrajna)                                                          | Yuya Kamoto (Japán)                                                      | Chihiro Yoshioka (Japán)                                                               |
| Lólengés         | Donothan Bailey (USA)                                                             | Naoto Hayasaka (Japán)                                                   | Akash Modi (USA)                                                                       |
| Nyújtó           | Fabian Hambuechen (Németország)                                                   | Shogo Nonomura (Japán)                                                   | Yuya Kamoto (Japán)                                                                    |
| Ugrás            | Cen Yu (Kína)                                                                     | Igor Radivilov (Ukrajna)                                                 | Oleg Verniaiev (Ukrajna)                                                               |
| Talaj            | Naoto Hayasaka (Japán)                                                            | Oleg Verniaiev (Ukrajna)                                                 | Shogo Nonomura (Japán)                                                                 |
| Talaj            | Naoto Hayasaka (Japán)                                                            | Oleg Verniaiev (Ukrajna)                                                 | Marco Walter (Svájc)                                                                   |
| Egyéni összetett | Oleg Verniaiev (Ukrajna)                                                          | Shogo Nonomura (Japán)                                                   | Akash Modi (USA)                                                                       |
| Csapat összetett | Japán Chihiro Yoshioka Kaito Imabayashi Naoto Hayasaka Shogo Nonomura Yuya Kamoto | Dél-Korea Yang Hakseon Lee Hyeokjung Lee Junho Park Minsoo Jo Yeonggwang | Ukrajna Igor Radivilov Mykyta Yermak Oleg Verniaiev Vitalii Arseniev Volodymyr Okachev |

### Női
| versenyszám      | arany                                                                                        | ezüst                                                                    | bronz                                                                     |
| Gerenda          | Yu Minobe (Japán)                                                                            | Polina Fedorova (Oroszország)                                            | Filipa Martins (Portugália)                                               |
| Felemáskorlát    | Ekaterina Kramarenko (Oroszország)                                                           | Asuka Teramoto (Japán)                                                   | Maria Paseka (Oroszország)                                                |
| Ugrás            | Maria Paseka (Oroszország)                                                                   | Kelly Jay Simm (Nagy-Britannia)                                          | Daria Elizarova (Oroszország)                                             |
| Talaj            | Polina Fedorova (Oroszország)                                                                | Daria Elizarova (Oroszország)                                            | Kelly Jay Simm (Nagy-Britannia)                                           |
| Egyéni összetett | Kelly Jay Simm (Nagy-Britannia)                                                              | Asuka Teramoto (Japán)                                                   | Natsumi Sasada (Japán)                                                    |
| Csapat összetett | Oroszország Alla Sidorenko Daria Elizarova Ekaterina Kramarenko Maria Paseka Polina Fedorova | Japán Asuka Teramoto Natsumi Sasada Sakura Yumoto Wakana Inoue Yu Minobe | Dél-Korea Eum Da Yeon Park Eun Kyung Park Ji Soo Heo Seon Mi Park Se Yeon |

## Ritmikus gimnasztika
| versenyszám               | arany | ezüst                                                                                         | bronz                                                                                              |
| Egyéni karika             | Son Yeon Jae (Dél-Korea)                                                                                        | Maria Titova (Oroszország)                                                                    | Melitina Staniouta (Fehéroroszország)                                                              |
| Egyéni labda              | Son Yeon Jae (Dél-Korea)                                                                                        | Ganna Rizatdinova (Ukrajna)                                                                   | Maria Titova (Oroszország)                                                                         |
| Egyéni szalag             | Melitina Staniouta (Fehéroroszország)                                                                           | Son Yeon Jae (Dél-Korea)                                                                      | Ganna Rizatdinova (Ukrajna)                                                                        |
| Egyéni buzogány           | Ganna Rizatdinova (Ukrajna)                                                                                     | Melitina Staniouta (Fehéroroszország)                                                         | |
| Egyéni buzogány           | Ganna Rizatdinova (Ukrajna)                                                                                     | Son Yeon Jae (Dél-Korea)                                                                      | |
| Egyéni összetett          | Son Yeon Jae (Dél-Korea)                                                                                        | Ganna Rizatdinova (Ukrajna)                                                                   | Melitina Staniouta (Fehéroroszország)                                                              |
| Csapat szalag             | Oroszország | Ukrajna                                                                                       | Finnország                                                                                         |
| Csapat buzogány és karika | Ukrajna | Japán                                                                                         | Oroszország                                                                                        |
| Csapat összetett          | Oroszország Anastasia Osipova Arina Nikishova Daria Avtonomova Daria Kolobova Iulia Kosyreva Valentina Kalinina | Ukrajna Anastasiia Mulmina Oleksandra Gridasova Olena Dmytrash Valeriia Gudym Yevgeniya Gomon | Finnország Aino Riikka Purje Heleri Kolkkanen Iina Alexandra Linna Kati Iina Rantsi Sonja Kokkonen |